# CG Водолея
CG Водолея (лат. CG Aquarii) — одиночная переменная звезда в созвездии Водолея на расстоянии (вычисленном из значения параллакса) приблизительно 21359 световых лет (около 6549 парсеков) от Солнца. Видимая звёздная величина звезды — от +14,7m до +13m.

## Характеристики
CG Водолея — жёлто-белая пульсирующая переменная звезда типа RR Лиры (RRAB) спектрального класса F. Эффективная температура — около 6347 К.